# Jan Ingenhousz
Jan Ingenhousz, född 8 december 1730 i Breda, död 7 september 1799 i England, var en nederländsk läkare och botaniker. 
Ingenhousz bosatte sig 1767 i London, där han 1769 blev ledamot av Royal Society. Han tilldelades sällskapets Bakerian Medal 1778 och 1779. Ingenhousz kan räknas som en av växtfysiologins grundläggare, och särskilt var hans upptäckter rörande växternas andningsprocess av epokgörande betydelse. I Experiments upon Vegetables etc. och The Food of Plants (båda 1779) ådagalade han bland annat växternas utbyte (upptagande och avgivande) av syre och koldioxid.